# Géza Gárdonyi
Géza Gárdonyi (ur. 3 sierpnia 1863, zm. 30 października 1922) – pisarz, poeta i dziennikarz węgierski.
Pracował jako nauczyciel wiejski, potem podjął pracę w postępowych gazetach. Twórczością literacką zajął się ze względów zarobkowych. Napisał kilka książek, które – chociaż reprezentowały tzw. „literaturę brukową” – przyniosły mu popularność. W 1897 r. osiadł w Egerze, gdzie samotnie spędził resztę życia. Tam powstały jego najcenniejsze dzieła, zwłaszcza powieści historyczne.
W Polsce wydano trzy jego powieści:
- Byłem niewolnikiem Hunów (1962 wyd. I)
- Gwiazda Egeru („Czytelnik” 1962)
- Sługa Boży (PAX 1975)